# Positief (orgel)

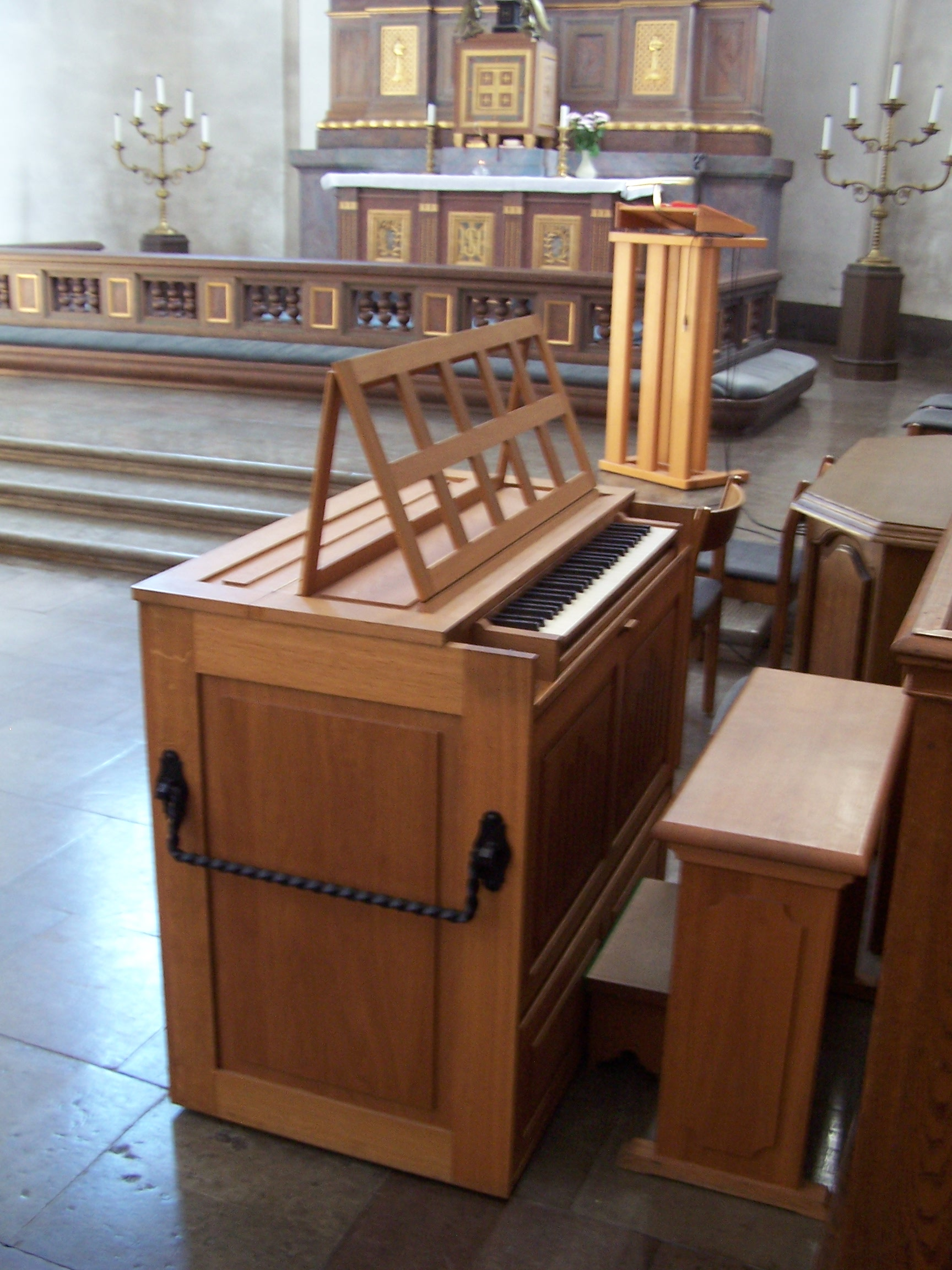
Positief

Een positief is een klein pijporgel dat meestal gebruikt wordt als huisorgel of koororgel in een kerk. Het positief kan ook een onderdeel van een groter pijporgel zijn (rugpositief of rugwerk).
Als basis is er vaak een holpijp of holfluit 8'. Andere registers kunnen zijn een prestant 4' of een Roerfluit 4', een fluit 2' en aliquoten zoals de quint 1 1/3' of een terts 1 3/5'. Soms is een vox humana 8' toegevoegd.
Het orgelpositief, vaak in de vorm van een kistorgel, wordt in de 20ste en 21ste eeuw gebruikt als basso continuo-begeleidingsinstrument bij de uitvoering van barokmuziek in concertante uitvoeringen. Historisch werd de continuo echter doorgaans op het grote kerkorgel gespeeld.
Een van de oudste Vlaamse orgelpositieven, gebouwd door Jan Van Loo in 1663, staat in de Sint-Gertrudiskerk in Vlassenbroek. Het positieforgel in de Begijnhofkerk van Sint-Truiden, in 1646 gebouwd door Christian Ancion uit Hoei, is het oudste en nog bespeelbare orgel in België.   